# شیارافتادگی راه

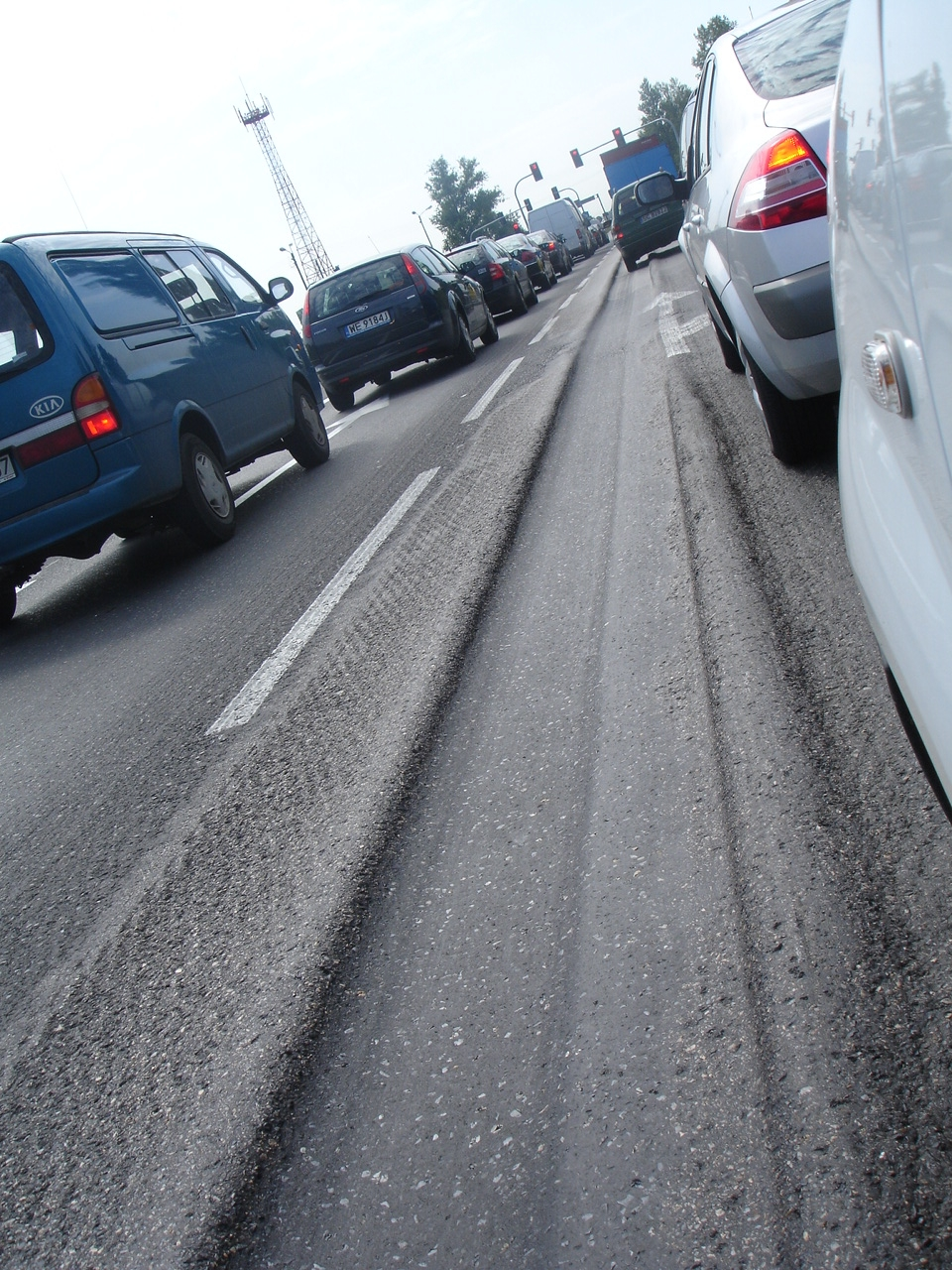
شیارافتادگی در یک جاده آسفالتی

شیارافتادگی راه (به انگلیسی: rut) از خرابی‌های رایج روسازی است و عبارت است از فرورفتگی یا شیاری که در نتیجه تردد خودروها در راستای محور طولی راه ایجاد می‌گردد. این نوع خرابی بسیار رایج بوده و به وفور در مدل‌سازی کارایی روسازی استفاده می‌شود. شیارافتادگی به ویژه در شرایط اقلیمی سرد بسیار رایج است. در جاده‌های امروزی یکی از علت‌های اصلی شیارافتادگی تردد کامیون‌های سنگین است که باعث تغییر شکل دائمی در لایه‌های راه می‌شوند. در اندازه‌گیری شیارافتادگی معمولاً مساحت شیار اندازه‌گیری می‌شود و برای تعیین سطح شدت خرابی عمق آن اندازه‌گیری می‌شود. مثلاً شیاری که عمق آن از ٢٥ میلیمتر بیشتر باشد به عنوان شیارافتادگی با شدت بالا ثبت می‌شود. شیارافتادگی یکی از خرابی‌هاییست که هنگام محاسبه شاخص شرایط روسازی محاسبه می‌شود. در مواردی که تنها یک نوع خرابی در  مدل‌سازی کارایی روسازی استفاده می‌شود، همیشه شیارافتادگی از کاندیداهای اصلی است.